# Kornel Peliksza

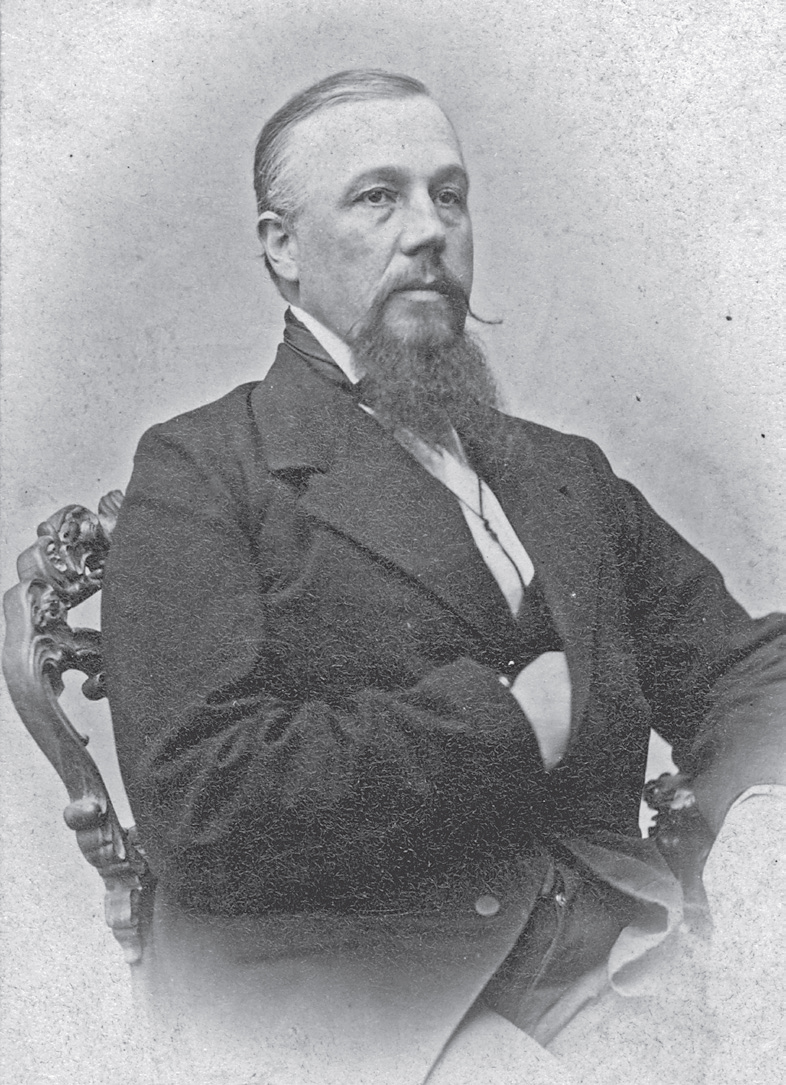
Zdjęcie portretowe Kornela Pelikszy (1864)

Kornel Peliksza (ur. 1823 w Stwołowiczach, pow. słucki, zm. 12 lipca 1872 w Łazarówce pod Haliczem) – cywilny naczelnik wojewódzki guberni mińskiej w powstaniu styczniowym, polski działacz narodowy i społeczny, filantrop, ziemianin.

## Życiorys
Kornel Gerard Peliksza, syn Ignacego i Katarzyny z Miładowskich, urodził się w 1823 w Stwołowiczach w powiecie słuckim guberni mińskiej. Po ukończeniu szkoły w Słucku kształcił się w Instytucie Szlacheckim w Wilnie. Ożenił się z Wandą Wannowską, z którą miał pięć córek.
Był właścicielem majątku Górki pod Mińskiem i dzierżawił od Radziwiłłów majątek Malew i Zadwórze. Utrzymywał z własnych środków w swoich majątkach: felczera, szkołę i mały szpital. Angażował się w akcje dobroczynne. Wspólnie z Włodzimierzem Jeleńskim utworzył Towarzystwo Wstrzemięźliwości w Mińsku – z tego powodu zamknął w swoich dobrach karczmy i gorzelnie. Należał do polskich organizacji konspiracyjnych w guberni mińskiej. W czasie powstania styczniowego był cywilnym naczelnikiem wojewódzkim guberni mińskiej. Organizował broń, żywność i pomoc medyczną dla oddziałów powstańczych. Sprawnie zorganizował pocztę powstańczą, ściąganie podatków, sądownictwo i opiekę dla najuboższych.
Jesienią 1863 roku ostrzeżony przed aresztowaniem, na wniosek członków organizacji powstańczej swój powstańczy urząd przekazał Hektorowi Łapickiemu. Peliksza był przeciwny przekazaniu urzędu naczelnika wojewódzkiego Łapickiemu, ale musiał pogodzić się z wolą większości. Był poszukiwany przez władze carskie; za udział w powstaniu skonfiskowano mu majątek i zaocznie skazano go na karę śmierci przez powieszenie. Wyemigrował do Francji, potem przebywał we Włoszech, Rumunii. W Mołdawii w miejscowości Vie założył dom pracy, w którym zatrudniał prześladowanych uciekinierów z zaboru rosyjskiego. Osiadł w Galicji, wziął w dzierżawę majątek Łazarówka pod Haliczem. Tam 12 lipca 1872 strzałem z rewolweru odebrał sobie życie. Przed samobójczą śmiercią spalił wszystkie dokumenty dotyczące powstania).
W „Gazecie Narodowej” z 1872 roku napisano, że Kornel Peliksza był pierwowzorem Hutora Graby w powieści Dziwadła J.I. Kraszewskiego.